# Référendum de 2020 sur la redéfinition du droit de vote au Colorado
Un Référendum de 2020 sur la redéfinition du droit de vote a lieu le 3 novembre 2020 au Colorado. La population est amenée à se prononcer sur un amendement constitutionnel d'initiative populaire, dit Amendement 76, visant à inscrire dans la constitution de l’État que « seul un citoyen » des États-Unis âgé d'au moins dix huit ans peut voter au Colorado. L'amendement retire ainsi aux mineurs de dix sept ans leur droit de vote aux primaires des élections.
Au Colorado, les amendements constitutionnels d'initiative populaire requièrent pour être valides d'être approuvés au cours d'un référendum par une majorité qualifiée de 55 % des suffrages exprimés.
La proposition est approuvée à une majorité suffisante pour franchir le quorum et être validée.

## Résultats
| Choix                     | Votes     | %     | Quorum |
| ------------------------- | --------- | ----- | ------ |
| Pour                      | 1 985 239 | 62,90 | ✔ 55 % |
| Contre                    | 1 171 137 | 37,10 |        |
|                           |           |       |        |
| Votes valides             | 3 156 376 | 95,77 |        |
| Votes blancs et invalides | 139 290   | 4,23  |        |
| Total                     | 3 295 666 | 100   |        |
| Abstention                | 498 124   | 13,13 |        |
| Inscrits/Participation    | 3 793 790 | 86,87 |        |